# Juangs
Els juangs són una ètnia d'Orissa, Índia, una de les més primitives. Vivien principalment al que fou l'estat de Keunjhar i eren 4.592 el 1872, i a l'estat de Dhenkanal on eren 4.120; també n'hi havia a Pal Lahara (367), Hindol (290) i Banki (altres 290) el que donava una població de 9.398 el 1872.
Es creu que els juangs foren expulsats dels seus assentaments a les valls fèrtils pels bhuiyes. Segurament foren els primers pobladors de la regió encara que els bhuiyes també s'atribueixen aquesta condició. El seu establiment principal era a Gonasika, a 21° 30′ N, 85° 37′ E / 21.500°N,85.617°E.
Els juangs ocupen les terres muntanyoses i les seves costums són sensiblement més primitives amb gran utilització de la pedra i d'objectes primitius, que avui dia ja no fabriquen per haver oblidat com es feia.
A la principal vila, Gonaiska, hi havia unes 25 cases de juangs, sent extremament petites (2 x 2,5 metres) i baixes de sostre; encara l'interior està repartit en un magatzem i una sala per altres afers domèstics (menjar, dormir els caps de família, cuinar); els fill tenien cases annexes separades. El seu sistema tradicional de cultiu, ja desaparegut, consistia a cremar una zona de jungla, i cultivar-la per un temps, però de fet els seus cultius eren minses fins modernament, ja que vivien de les arrels i fruites; als sobirans feudals no els pagaven tribut però estaven obligats a fer alguns serveis.
Es van aficionar a l'alcohol i l'havien de comprar perquè no el sabien fabricar. Els juangs anaven despullats (les dones portaven algunes cadenes de grans amb algunes fulles) encara que avui dia els homes porten (per imposició britànica) una mena de pantalons amples de cotó (no dotis) i les dones vestits com altres índies tot i que la seva tradició els imposava anar despullades o amb vestits de fulles com la seva deessa tutelar, no acceptant les ordes britàniques fins a l'inici del segle xx. Les noies joves es tatuen la cara i les dones en general duien molts collarets i adorns a orelles, i altres llocs.
L'altura mitjana dels homes es baixa (per sota d'1,5 metres els homes i 1,40 les dones). El seu llenguatge no coneix les paraules "Deu", "Infern" i "Cel". El seu sacerdot principal és anomenat Nagam; celebraven matrimonis simples, i la poligàmia encara que cada cop menys; estan dividits en tribus i eren exogàmics; els seus morts són cremats però no adorats o reverenciats.